# Carina Axelsson
Carina, prinsesse af Sayn-Wittgenstein-Berleburg (født Carina Axelsson;5. august 1968) er en amerikansk forfatter og tidligere model, bedst kendt for teenage-modedetektiv-serien Model Undercover. Hendes andre serier er Nigel of Hyde Park-bøgerne og Royal Rebel-bøgerne. Som model optrådte hun på forsiden af Madame Figaro, Elle og Vogue Patterns i 1990'erne.

## Privat
Den 3. juni 2022 giftede hun sig borgerligt med den tysk-danske aristokrat Gustav, 7. prins af Sayn-Wittgenstein-Berleburg, og blev dermed prinsesse af Sayn-Wittgenstein-Berleburg, efter at have dannet par i 19 år.
Parret offentliggjorde i april 2023, at de ventede barn via rugemor.
 Deres søn, prins Gustav Albrecht, blev født den 26. maj 2023. Den 26. april 2024 blev deres andet barn, en pige, Prinsesse Mafalda, født via surrogatmoderskab. 